# Santana Motor
Santana Motor foi uma empresa espanhola especializada na produção de jipes e veículos off-road. Desenvolveu projetos em parceria com a Fiat, Suzuki, Land Rover e Iveco.
Em 16 de fevereiro de 2011, uma votação dos funcionários da empresa decidiu dissolver a empresa com 83% a favor.

## Modelos
- Santana PS10
- Santana Anibal
- Santana 350
- Santana 300
- Suzuki Jimny